# Ramachandrapuram BHEL Township
Ramachandrapuram BHEL Township es una ciudad censal situada en el distrito de Sangareddy en el estado de Telangana (India). Su población es de 15381 habitantes (2011). 

## Demografía
Según el censo de 2011 la población de Ramachandrapuram BHEL Township era de 15381 habitantes, de los cuales 8085 eran hombres y 7296 eran mujeres. Ramachandrapuram BHEL Townshiptiene una tasa media de alfabetización del 88,70%, superior a la media estatal del 67,02%: la alfabetización masculina es del 93,73%, y la alfabetización femenina del 83,11%.